# دودل

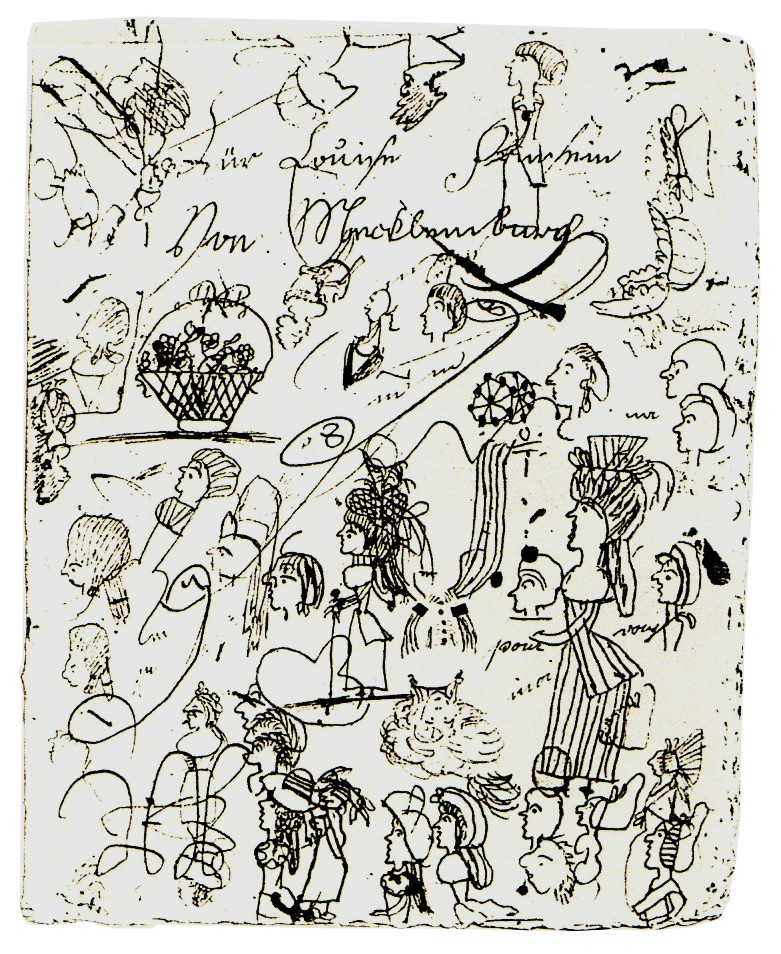
دودل توسط لوئیز فون مکلنبورگ- استرلیتز، ملکه پروس، c. 1795

دودل (به انگلیسی: doodle)، طراحی است که درحالی که توجه شخص به گونه ای دیگر به خود مشغول شده‌است. دودل‌ها نقاشی‌های ساده ای هستند که می‌توانند معنای نمایشی مشخصی داشته باشند یا ممکن است فقط از خطوط یا اشکال تصادفی و انتزاعی تشکیل شده باشند، به‌طور کلی بدون برداشتن نوشت‌افزار از روی کاغذ، در این صورت معمولاً به آن خط‌خطی (به انگلیسی: scribble) می‌گویند.
دودل‌سازی و خط‌خطی اغلب با کودکان خردسال و نوپا مرتبط است، زیرا عدم هماهنگ‌سازی دست و چشم و رشد ذهنی پایین آنها اغلب حفظ تلاش‌های رنگ‌آمیزی خود را در خط هنر موضوع برای هر کودک خردسالی دشوار می‌کند. با وجود این، دیدن چنین رفتاری با بزرگسالان غیرمعمول نیست، که در این صورت عموماً با شوخی و از روی کسالت انجام می‌شود. نمونه‌های معمولی دودل‌سازی در دفترچه‌های مدرسه، اغلب در حاشیه، توسط دانش‌آموزانی که درحال خیال‌بافی یا از دست‌دادن علاقه خود در طول کلاس هستند، پیدا می‌شود. در صورت در دسترس بودن قلم و کاغذ، نمونه‌های رایج دیگر از دودل‌سازی در طول مکالمات تلفنی طولانی تولید می‌شوند.

## ریشه‌شناسی
کلمه دودل اولین بار در اوایل قرن هفدهم به معنای احمق یا ساده لوح ظاهر شد. ممکن است از Dudeltopf یا Dudeldop آلمانی مشتق شده باشد، به معنای ساده یا رشته فرنگی (به معنای واقعی کلمه "شب‌کلاه"). منشأ فعل اوایل قرن هجدهم to doodle است که به معنای «کلاهبرداری کردن یا احمق‌کردن» است. معنای نوین به عنوان اصطلاحی برای سیاستمداری که هیچ کاری در مقام خود به قیمت از دست‌دادن رای‌دهندگان خود انجام نمی‌داد، پدیدار شد. این منجر به فعل تعمیم‌یافته‌تر «doodle» شد که به معنای انجام ندادن است.
در آخرین صحنه دادگاه فیلم آقای دیدز به شهر می‌رود در سال ۱۹۳۶، شخصیت اصلی مفهوم «دودل» را برای قاضی ناآشنا با این کلمه توضیح می‌دهد و می‌گوید: «مردم وقتی فکر می‌کنند احمقانه‌ترین تصاویر را می‌کشند». این شخصیت که از یک شهر خیالی در ورمونت سفر کرده‌است، کلمه ولنگاشت‌گر را به عنوان «نامی که در خانه ساخته‌ایم» برای افرادی توصیف می‌کند که وقتی ذهنشان روی چیز دیگری است، روی کاغذ «طرح‌های احمقانه» می‌سازند.
معنای «احمق، ساده‌لوح» در عنوان آهنگ «احمق آمریکایی» در نظر گرفته شده‌است که در ابتدا توسط نیروهای استعماری بریتانیا در طول جنگ انقلابی آمریکا خوانده شد.